# Włodzimierz Stefan Zygier
Włodzimierz Stefan Zygier ps. „Czarny” (ur. 14 lipca 1930 w Łodzi, zm. 20 października 2016, tamże) – polski działacz powojennego podziemia antykomunistycznego w Polsce, dowódca organizacji konspiracyjnej „Młoda Polska”, podporucznik Polskich Sił Zbrojnych.

## Życiorys
Od września 1949 kierował łódzką organizacją konspiracyjną „Młoda Polska”. W maju 1950 został aresztowany przez funkcjonariuszy UBP i po śledztwie skazany na piętnaśnie lat więzienia. Wyrok odbywał między innymi w Rawiczu, Raciborzu oraz Sieradzu, zaś w kwietniu 1955 został zwolniony warunkowo. Był między innymi Harcmistrzem ZHP, a także członek związku zawodowego służby zdrowia. Był również współinicjatorem tablicy upamiętniającej ofiar Akcji T4 zamordowanych przez nazistów w szpitalu psychiatrycznym przy ul. Aleksandrowskiej 159 w Łodzi.
Zmarł 20 października 2016 i został pochowany na Cmentarzu Rzymskokatolickim przy ul. Szczecińskiej w Łodzi.

## Wybrane odznaczenia
- Krzyż Kawalerski Orderu Odrodzenia Polski[1]
- Medal „Opiekun Miejsc Pamięci Narodowej”[2]
- Odznaka „Zasłużony Działacz Kultury”[2]